# FloraHolland
Royal FloraHolland, s polnim imenom Koninklijke Coöperatieve Bloemenveiling Royal FloraHolland UA, je nizozemski trgovski konglomerat cvetličarstva. FloraHolland je s približno 100.000 transakcijami na dan in letnim prometom v višini 5 milijard evrov vodilni mednarodni cvetličarski trgovec. Že več kot 100 let povezujejo pridelovalce in kupce cvetja in rastlin. Royal FloraHolland služi približno 3500 zastopnikom in 2400 kupcem iz Nizozemske in tujine. Poleg digitalne platforme Floriday ima Royal FloraHolland več fizičnih vozlišč, kjer približno 2700 zaposlenih zagotavlja številne logistične in nepremičninske storitve. Royal FloraHolland ima sedež v Aalsmeerju, s podružničnimi lokacijami v Naaldwijku, Rijnsburgu in Eeldeju.
Dražbe za tuji trg potekajo v Aalsmeerju, Naaldwijku in Rijnsburgu, dražbe za domači trg pa v Eeldeju. Dražbena stavba v Aalsmeerju, ki meri 740×700 metrov, je po površini največja stavba v Evropi. Do leta 2008 je bila največja zgradba na svetu, trenutno je peta največja.

## Podjetje
FloraHolland je neprofitna organizacija, ki je nastala z združitvijo FloraHolland in borzo cvetja Aalsmeer leta 2007.
Tuji in domači pridelovalci cvetja prinašajo cvetje in rastje na dražbe. Ti so do dražbe shranjeni v hladilnicah, pred dražbami rastline pregledajo inšpektorji. Cvetje in rastline ocenjujejo po svežini in zrelosti, poškodbah, škodljivcih in podobnim. Glede na kakovost so razvrščeni v razrede A1, A2, B1 in B2. Dražba poteka vsak dan ob šesti uri. Kupci sedijo, rastline pa so na dražbo pripeljane z vozički. Dražitelj odpre ponudbo z izklicno ceno, ki pada, dokler eden od kupcev ne kupi rastlin. Dražbena ura označuje ceno, po kateri je bila serija kupljena.

### Naaldwijk
2. marca 1923 je bila ustanovljena dražba Central Westland Cut Association (CWS). Prihodek v prvem dražbenem dnevu je bil 304,59 florintov. CWS je najel stavbo v Poeldijku. Leta 1923 je bilo na dražbi okoli 75 pridelovalcev. Na dražbi je bila ponudba razprodana v eni uri. 30. marca 1931 se je dražbeno društvo odločilo preoblikovati v zadrugo. Od tega trenutka se dražba imenuje Cooperative Central Westlandsche Cut Association (CCWS). Odločeno je bilo, da se bo dražba izvajala na Dijkwegu v Honselersdijku zaradi bližine mesta Naaldwijk. Leta 1971 so prvič na uro prodali manjšo količino tujega cvetja. Leta 1983 se je ime ponovno spremenilo, tokrat v CCWS Flower v občini Westland.
Dražba ostaja v Honselersdijku, nekdanjem osrednjem središču dražbanja v občini Naaldwijk (danes del Westlanda). 

### Rijnsburg
Leta 1914 je sedemnajst pridelovalcev Flower Flora ustanovilo svojo dražbo v Rijnsburgu v Južni Nizozemski. Na začetku so dražbe potekale v lokalni pivnici. Prava dražbena hiša je postala šele leta 1917 s sedežem v Rijnsburgu. Čebulnice, zlasti tulipani in lilije, so za Flower Auction že od samega začetka predstavljale pomemben proizvod. Drugo cvetje je bilo na dražbi približno prodajano od leta 1927.
Leta 1980 je začel delovati nov dražbeni kompleks tik pred Katwijkom na občinski meji z Oegstgeestom. Od združitve je Rijnsburg dosegel največjo prodajo v primerjavi z drugimi podružnicami.

### Bleiswijk
Leta 1928 je bila ustanovljena Rotterdamsche Vegetable Auction (RVA). Sprva je dražila zelenjavo, kasneje pa še rože. Leto kasneje je v Berklu zgradila ločeno dražbeno hišo za dražbo rož, ime pa je spremenila v Cooperative Fruit and Flower Berkel en Rodenrijs. Leta 1973 se je RVA združil z zelenjavnim oddelkom 'Tuinbouwveiling v Rotterdamu. Dražba cvetja se je nadaljevala pod komercialnim imenom Flower Berkel in Environs. Leta 1982 so dražbeno hišo preselili v Klappolder v Bleiswijku na Južni Nizozemski. Leta 2014 je bilo poslopje zaprto zaradi selitev dražb v Naaldwijk. Objekt je danes distributerski center.

### Venlo
Leta 1915 so lokalni pridelovalci v Blericku v Limburgu ustanovili Cooperative Auction-Vereeniging (CVV). Ob ustanovitvi so dražbali samo sadje in zelenjava. Z letom 1916 so na svojo dražbo dodali jajca. Prodaja cvetja preko CVV se je začela leta 1962, ko se je na dražbo prijavil pridelovalec krizantem. Njegove rože so dražili na zelenjavni dražbi, takrat še ni bilo termina za rože. Kasneje so mnogi pridelovalci namesto zelenjave in sadja začeli gojiti rože.
Po enem letu, ko je bilo na dražbi CVV že veliko rož, je bil v Grubbenvorstu zgrajeno poslopje Bloemenhal, kjer ima Venlo še danes svojo poddružnico. Nov dražbeni kompleks je bil odprt leta 1965. 30. aprila 1969 je stavbo uničil požar, prodaja pa naj bi se preselila v Groentehal. Nekaj let pozneje je bila na isti lokaciji zgrajena nov trgovsko-logistični center.
Po več združitvah se je dražba CVV leta 1991 združila z dražbo zelenjave Cooperative Venlo. Nadaljevali so pod imenom Cooperative Auction Southeast Netherlands (skrajšano Auction ZON). 1. julija 2002 je bil zaprt cvetlični del dražbe ZON.

### Eelde
Leta 1927 so na severu Nizozemske v Groningenu prodali prve rože na dražbi Flower's North. Dražba se je dvakrat preselila iz Groningena, leta 1936 in 1948. Leta 1978 se je dražba preselila v Eelde, mesto v bližini Groningena.